# Roy Kiyooka
Roy Kenzie Kiyooka (18 janvier 1926 à Moose Jaw - 4 ou 8 janvier 1994  à Vancouver) est un photographe, un poète et un artiste canadien.

## Biographie
D'ascendance japonaise, Kiyooka grandit dans les Prairies. Il est doué de talents multiples et s'adonne à plusieurs disciplines, notamment la sculpture, la photographie, le cinéma, la musique et l'écriture. Il étudie au Provincial Institute of Technology and Art (maintenant le Southern Alberta Institute of Technology and Art) à Calgary de 1946 à 1949 avec Jock MacDonald. En 1956, il passe huit mois à San Miguel de Allende, au Mexique, où il a comme professeur James Pinto. Il y découvre les œuvres des grands muralistes mexicains Diego Rivera, José Clemente Orozco et David Alfaro Siqueiros. Pendant son séjour au Mexique, il commence à utiliser dans ses tableaux le Duco, une laque pour automobile. À l'automne, il retourne à Regina et enseigne au Regina College.

## Premières œuvres
Dans ses premières œuvres, se retrouvent des formes évoquant des cactus ou des couronnes d'épines. Cela peut s'expliquer par l'influence du peintre britannique Graham Sutherland ou par la fréquence de ce motif dans la peinture mexicaine et cela exprime la volonté de Kiyooka d'exprimer une forme de souffrance stoïque. D'origine japonaise, pendant la Deuxième Guerre mondiale, il est considéré par les autorités, avec les membres de sa famille, comme ennemi du Canada et il doit quitter Calgary afin de travailler dans une ferme pour survivre. Dans les années 1950, Kiyooka participe régulièrement au Emma Lake Artists' Workshop et assiste au célèbre atelier de Barnett Newman pendant l'été de 1959. L'année suivante, il commence Hoarfrost, une série de tableaux non figuratifs de grande taille sur isorel, caractérisée par une surface blanche sur laquelle apparaissent des motifs entrecroisés. En 1959, Kiyooka accepte un poste d'enseignant à la Vancouver School of Art. Au cours de son séjour, sa peinture devient plus « hard edge », géométrique et minimale. Il favorise la forme elliptique et insiste sur la couleur, qu'il considère comme la substance primordiale de la peinture.
Pendant les années 1960, Kiyooka élargit ses activités à la poésie, la photographie, l'animation culturelle et l'art conceptuel. Il joue un rôle de premier plan dans l'effervescence de la vie culturelle à Vancouver et participe à Intermedia, un centre autogéré par les artistes. Un voyage au Japon renouvelle son intérêt pour la poésie et la philosophie orientales, et il organise des séances de lecture de poésie à Vancouver et par la suite à Montréal. Au fil des ans, Kiyooka publie la plupart de sa poésie sous forme de recueils, notamment Kyoto Airs (1964), Nevertheless These Eyes (1967), StoneDGloves (1970), Transcanadaletters (1975), The Fontainebleau Dream Machine (1977) et The Pear Tree Pomes (1987).
En 1966, Kiyooka est invité à participer à la Biennale de São Paulo. En 1969, il reçoit une commande pour une sculpture qui sera exposée au Pavillon canadien, dans le cadre de l'Exposition universelle de 1970 à Osaka. Le Musée des beaux-arts de Vancouver organise une rétrospective de ses œuvres en 1975. Sa carrière d'enseignant est riche : il enseigne à Montréal à l'Université Sir George Williams (maintenant l'Université Concordia), à Halifax au Nova Scotia College of Art and Design et enfin à l'Université de la Colombie-Britannique à Vancouver, d'où il prend sa retraite quelques années avant son décès.

## Honneurs
- 1973 - Prix Lynch-Staunton
- 1978 - Officer de l'Ordre du Canada
- 1987 - Prix du Gouverneur général